# Augustus 2020
Dit artikel geeft een chronologisch overzicht van de belangrijkste gebeurtenissen per dag in de maand augustus van het jaar 2020.

## Gebeurtenissen

### 2 augustus
- In Zuid-Afrika zijn 500.000 COVID-19-besmettingen vastgesteld, waarmee het het zwaarst door de pandemie getroffen land in Afrika is.
- In Jeruzalem demonstreren meer dan 15.000 mensen voor de ambtswoning van premier Netanyahu. Men vindt dat hij de coronacrisis verkeerd heeft aangepakt.[1]
- In Riverside County moeten meer dan 8000 mensen hun woningen verlaten vanwege oprukkende bosbranden, die zich inmiddels over meer dan 150.00 hectare bos hebben verspreid. De branden zijn op meer dan 120 km afstand van Los Angeles begonnen.[2]
- SpX-DM2, de eerste bemande ruimtevlucht van SpaceX, landt in zee voor de kust van Pensacola (Florida). De twee astronauten zijn twee maanden aan boord van ruimtestation ISS geweest.[3]

### 4 augustus
- Bij een zware explosie in de haven van de Libanese hoofdstad Beiroet vallen honderden doden en duizenden gewonden. In de haven lag 2.750 ton ammoniumnitraat opgeslagen. De voorraad explodeerde door een brand.[4] (Lees verder)

### 5 augustus
- Door bosbranden in de buurt van Martigues – in het zuiden van Frankrijk – wordt meer dan duizend hectare natuur verwoest. Enkele duizenden mensen moeten worden geëvacueerd.[5]

### 6 augustus
- In een bank in de Franse havenstad Le Havre houdt een 34-jarige man urenlang een aantal mensen gegijzeld, voordat hij zich overgeeft aan de politie.[6]

### 7 augustus
- In Namoungou, een dorp in het oosten van Burkina Faso, vallen bij een aanslag op een veemarkt zeker 20 doden.[7]
- Bij een grote aardverschuiving in de Indiase deelstaat Kerala vallen meer dan 40 doden.[8]
- In India vallen op Calicut International Airport, nabij de stad Kohzikode (Kerala), zeker 18 doden als een toestel van Air India Express tijdens een mislukte landingspoging van de baan raakt en in stukken breekt.[9]
- In Duitsland blijft het aantal COVID-19-besmettingen toenemen; het Robert Koch Instituut meldt 1.147 nieuwe positieve tests in de afgelopen 24 uur, terwijl er gisteren ook al sprake was van een flinke stijging.[10]

### 8 augustus
- Op Mauritius wordt de noodtoestand uitgeroepen omdat er olie blijft lekken uit een Japans vrachtschip dat twee weken eerder voor de kust is vastgelopen.[11] Het schip zal een week later in tweeën breken.[12]
- In Amsterdam vindt de geruchtmakende moord plaats op Bas van Wijk in recreatiegebied De Oeverlanden in Amsterdam. Veel mensen waren getuige van de moord. De diefstal van een neprolex was een motief. Er wordt een verdachte gearresteerd, de 20-jarige Samir el Y. die in de derde week van april 2021 voor de rechter is verschenen.[13]

### 9 augustus
- Aan de Nederlandse kust komen in totaal vier zwemmers om het leven. Twee van de doden vallen bij Den Haag, de andere twee bij Zandvoort en Wijk aan Zee.[14]

### 10 augustus
- De Libanese premier Hassan Diab dient het ontslag van zijn regering in, naar aanleiding van de explosie in de haven van Beiroet. Enkele ministers waren de afgelopen dagen al vertrokken.[15]

### 13 augustus
- Het aantal doden wereldwijd als gevolg van de COVID-19-pandemie passeert de 750.000.[16]
- Israël en de Verenigde Arabische Emiraten bereiken een akkoord om de diplomatieke banden aan te halen (Abraham-akkoorden). De VAE erkent hiermee, als eerste van de Golfstaten, Israël feitelijk als land.[17]

### 14 augustus
- De Wit-Russische regering laat een deel van de 7000 betogers vrij die afgelopen week gevangen werden genomen. Intussen gaan de demonstraties tegen president Loekasjenko nog steeds door.[18]
- In de Haagse Schilderswijk worden tientallen arrestaties verricht na de derde nacht op rij met rellen. De rellen slaan ook over naar andere migrantenwijken in grote steden, zoals de Utrechtse wijk Kanaleneiland.[19]

### 18 augustus
- Op een snelweg nabij het centrum van Berlijn veroorzaakt een 30-jarige Irakees op meerdere plaatsen na elkaar aanrijdingen. Er vallen zes gewonden. De Duitse justitie gaat uit van een terreuraanslag.[20]
- In Death Valley (Californië) wordt een temperatuur van 54,4 °C gemeten, een recordhoge temperatuur in de VS voor augustus.[21]

### 19 augustus
- Tijdens een ingelaste digitale top maakt EU-voorzitter Charles Michel bekend dat de EU-lidstaten de uitslag van de Wit-Russische presidentsverkiezingen niet erkennen.[22]
- Bij een scheepsramp voor de kust van Libië verdrinken volgens de UNHCR zeker 45 migranten als een van de motoren van hun boot ontploft. 37 andere opvarenden kunnen worden gered. Het is de dodelijkste scheepsramp met migranten voor de Libische kust van dit jaar.[23][24]
- De Malinese president Ibrahim Boubacar Keïta maakt zijn aftreden bekend, nadat hij dinsdag samen met de premier enkele uren werd gegijzeld door muitende militairen.[25]

### 24 augustus
- In de West-Indiase stad Mahad stort een appartementencomplex van vijf verdiepingen in. Daarbij vallen zeker 16 doden.[26]

### 27 augustus
- In het noorden en oosten van Afghanistan vallen meer dan 150 doden door overstromingen. Ook in buurland Pakistan vallen tientallen doden.[27]
- De Nederlandse regering besluit dat alle nertsenfokkerijen al in maart 2021 vervroegd zullen moeten stoppen, vanwege de aanhoudende corona-uitbraken op de fokkerijen.[28]
- In de Amerikaanse staten Louisiana en Texas vallen zeker zes doden door de orkaan Laura.[29]

### 29 augustus
- In Berlijn demonstreren tienduizenden betogers tegen de COVID-19-maatregelen, waaronder het verplicht dragen van mondkapjes. Ook in Parijs en Londen wordt gedemonstreerd tegen de maatregelen.[30]

### 31 augustus
- In India worden binnen een dag 78.761 nieuwe COVID-19-besmettingen vastgesteld, wereldwijd het hoogste aantal nieuwe besmettingen op één dag sinds het begin van de pandemie.[31]

## Overleden
<< · januari · februari · maart · april · mei · juni · juli · augustus · september · oktober · november · december · >>